# Trolejbusy w Bergen

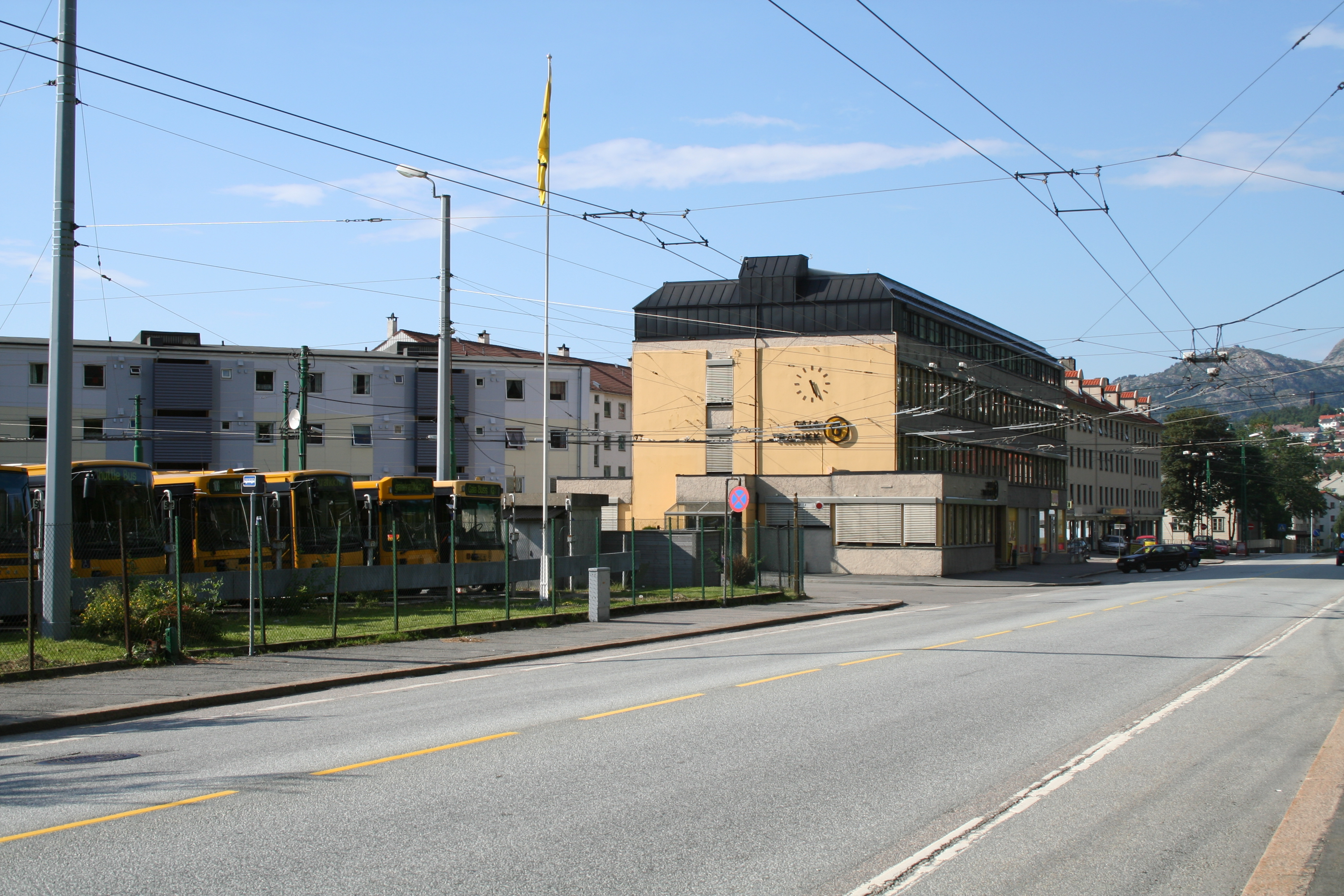
Zajezdnia w Bergen przy ulicy Nattlandsveien, okolice górnej pętli

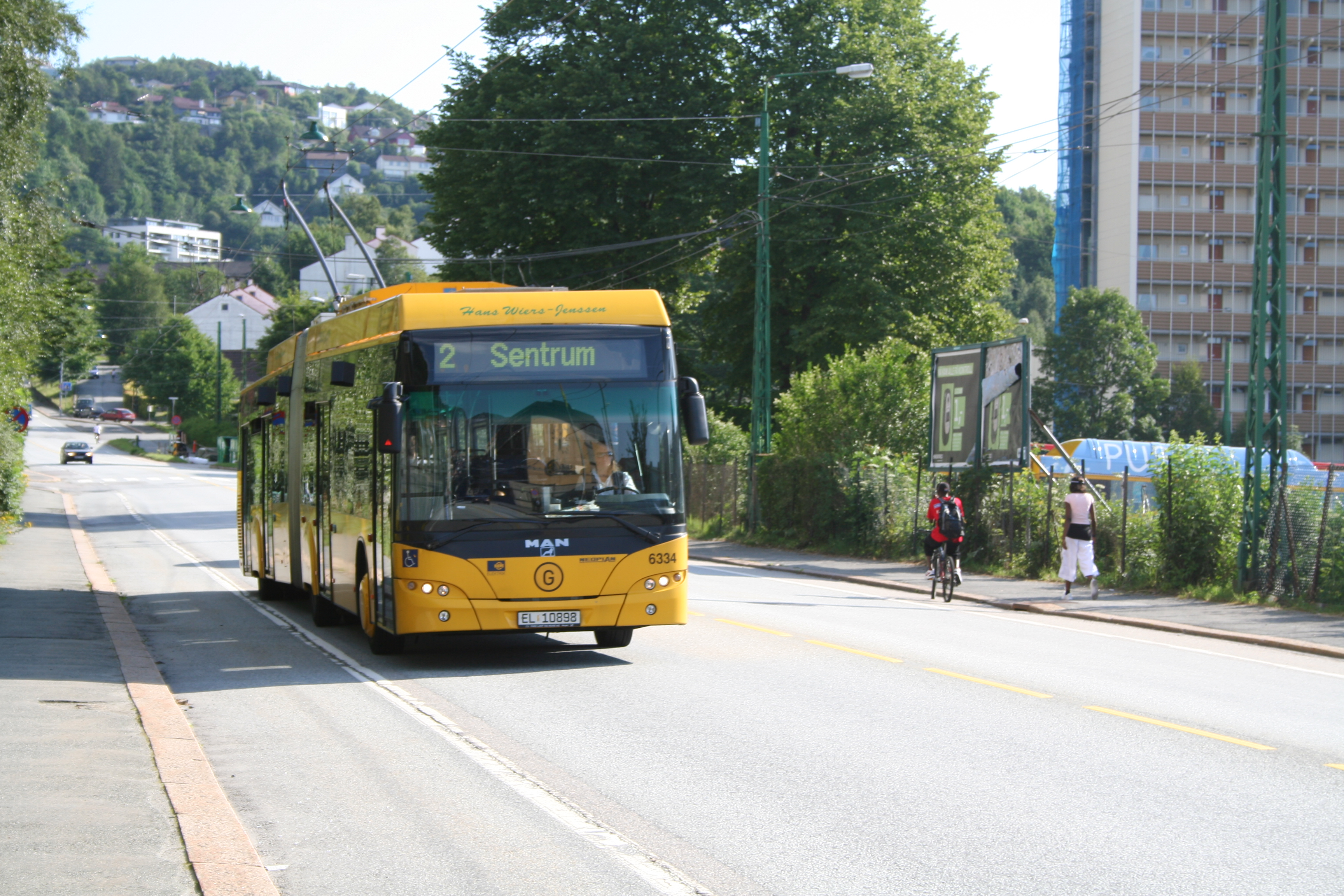
Neoplan N6221 (nr inwentarzowy 6334)

Trolejbusy w Bergen – jedyny system komunikacji trolejbusowej w Norwegii i jeden z dwóch w Skandynawii (drugi znajduje się w Szwecji, w mieście Landskrona). Komunikacja trolejbusowa w Bergen została wprowadza w momencie stopniowej likwidacji komunikacji tramwajowej, jednocześnie niektóre linie tramwajowe zostały zastąpione trolejbusami. Sieć trolejbusowa została otwarta 24 lutego 1950 i składała się z dwóch linii (nr 2 i 5) aż do 1995, kiedy to linia nr 5 została zamknięta. Pierwotnie obsługą linii zajmowała się firma Bergen Sporvei, natomiast obecnie tę funkcję pełni firma Tide. W 2007 tabor trolejbusowy składał się z sześciu Neoplanów N6221 (numery inwentarzowe 6334-39) oraz dwóch duobusów Mercedes O405GTD (numery inwentarzowe 6702-03), trzeci duobus spalił się.

## Historia
Pierwsze plany uruchomienia komunikacji trolejbusowej w Bergen pojawiły się w 1928, w 1937 firma Bergen Sporvei - ówczesny operator linii tramwajowych w Bergen, prowadził badania nad funkcjonowaniem systemów trolejbusowych w Europie. 7 lipca 1940 roku rada miejska zadecydowała o budowie dwóch linii trolejbusowych: nr 5 na tresie: Mulen - City Centre - Møhlenpris oraz nr 7 na trasie Nordnes - City Centre - Fjøsangerveien. W 1942 Bergen Sporvei rozpoczęła przebudowywanie swoich autobusów na trolejbusy, jednak w 1940 rozpoczęła się okupacja niemiecka, w wyniku której autobusy zostały przejęte i przewiezione do Lubeki, a firma wstrzymała przebudowę autobusów. Brak paliwa w czasie II wojny światowej spowodował wzrost popularności trolejbusów. Ponadto połączenie zasobów taniej energii elektrycznej w Norwegii z pagórkowatym ukształtowaniem terenu w Bergen, było kolejną zaletą dla wprowadzenia komunikacji trolejbusowej.
Po wojnie rozpoczęła się budowa 4,5-kilometrowej linii nr 5 i w 1950 linia tramwajowa nr 3 została zastąpiona przez linię trolejbusową nr 5. W momencie otwarcia linia była obsługiwana przez 5 przebudowanych autobusów, które zapewniły częstotliwość kursowania co 10 minut. Częstotliwość ta została rok później zredukowana do 7,5 minuty po kupnie kolejnych trzech pojazdów z firmy Strømmens Værksted. Linia była popularna, a ruch na niej wzrastał. W 1954 rozpoczęła się przebudowa linii tramwajowej nr 2 na linię trolejbusową o tym samym numerze. Druga linia trolejbusowa o długości 6,5 km została otwarta 1 grudnia 1957 i była obsługiwana przez 18 pojazdów. Szczytowym momentem w funkcjonowaniu komunikacji trolejbusowej był rok 1959, kiedy to na dwóch liniach przewieziono ponad milion pasażerów. Spadek cen samochodów w 1960 spowodował zmniejszenie liczby pasażerów korzystających z transportu publicznego.
W ciągu lat 70. XX wieku Bergen Sporvei próbowała wstrzymać funkcjonowanie trolejbusów, jednak rada miejska nie dopuściła do tego. W wyniku remontu głównej drogi w 1995 została zamknięta linia nr 5 i jej funkcjonowanie już nie zostało wznowione.
Po kryzysie w połowie lat 90. XX wieku, gdy zlikwidowano linię nr 5 i dyskutowano nad sensownością utrzymania jedynej linii trolejbusowej w Bergen - linii nr 2, początek XXI wieku przyniósł zmiany i podjęto odnowić tabor, w tym celu zakupiono 6 trolejbusów Neoplan N6221. Przebudowano także sieć trolejbusową w centrum miasta oraz zmodernizowano sieć trakcyjną.
Obecnie w Bergen funkcjonuje jedna linia trolejbusowa nr 2 o długości 7,5 km, na trasie Gamle brannstasjon - Nygaten - Kong Oscars gate - Kalvedalsveien - Årstadveien - Haukelund sykehus - Nattlandsveien - Birkelundstoppen. W związku z otwarciem linii szybkiego tramwaju w dniu
22 czerwca 2010, planowana jest także rozbudowa sieci trolejbusowej. Trasy
nowych linii trolejbusowych mają przebiegać od Møhlenpris do Oasen i z 
Mulen do Paradis.

## Tabor
Na początku funkcjonowania tabor stanowił trolejbusy marki Munck/Sunbeam wyprodukowane w kooperacji angielsko-norweskiej, następnie w 1972 do obsługi linii zakupionych zostało 20 trolejbusów marki Škoda 9Tr. W 1978 zostały zakupione 4 trolejbusy Volvo/Hess, które zostały przeznaczone do obsługi linii nr 5. W latach 1980–1985 zostało zakupionych 6 przegubowych trolejbusów Graf & Stiff oraz 3 przegubowe Mercedesy O305GT, posiadające pomocniczy napęd spalinowy.
W latach 90. XX wieku pojawiła się koncepcja wprowadzania duobusów, w związku z tym zakupiono 3 Mercedesy O305GTD, jednak później zrezygnowano z pomysłu wprowadzania kolejnych tego typu pojazdów. W 2003 zakupiono 6 trolejbusów marki Neoplan N6221 wyposażonych w spalinowy napęd pomocniczy, które są obecnie podstawą funkcjonowania komunikacji trolejbusowej w Bergen. Pod koniec 2020 na ulice wyjechało 10 trolejbusów marki Solaris Trollino IV 18 Škoda. 
Obecny tabor
| Typ Trolejbusu               | Liczba |
| ---------------------------- | ------ |
| Solaris Trollino IV 18 Škoda | 10     |
| Wszystkie pojazdy            | 10     |

## Opis linii
Opis trasy i rozkładu jazdy linii nr 2:
| 2 | Trasa (czas przejazdu 20 min): Birkelundstoppen > Nattlandsveien > Haukeland sykehus > Årstadveien > Kalvedalsvei > Kong Oscars gate > Nygaten > Gamle Rådhus Trasa powrotna (czas przejazdu 25min): Gamle Brannstasjon > Nygaten i dalej tak samo |
| Od poniedziałku do czwartku linia funkcjonuje w godzinach od 5.40 do 1.00, częstotliwość kursowania w ciągu dnia wynosi ok. 10 min. W piątki linia funkcjonuje w godzinach od 5.40 do 3.00, częstotliwość kursowania w ciągu dnia wynosi ok. 10 min. W soboty linia funkcjonuje w godzinach od 5.40 do 3:00, częstotliwość kursowania w ciągu dnia wynosi ok. 15 min. W niedziele linia funkcjonuje w godzinach od 6.28 do 0.15, częstotliwość kursowania w ciągu dnia wynosi ok. 30 min. | |